# Repunit
Nella matematica ricreativa, un repunit (dall'inglese "repeated unit", unità ripetuta) è un numero intero che contiene solo la cifra 1, come 11 o 1111111. Il termine fu coniato da Albert Beiler nel 1964 nel suo libro Recreations in the Theory of Numbers.
In base 10, i repunit sono definiti come:
{\displaystyle R_{n}={10^{n}-1 \over 9},}
dove {\displaystyle R_{n}} è il numero in base 10 formato da n ripetizioni della cifra 1.
La sequenza dei repunit è 1, 11, 111, 1111, 11111, ... (sequenza A002275 dell'OEIS).

## Generalizzazione
La definizione di repunit è un concetto che dipende dalla base in cui il numero viene espresso; si pensi che ogni numero intero N può essere riscritto come 11 (uno-uno) se espresso in base N-1, ciò per un semplice motivo: un numero in un sistema posizionale può essere rappresentato con una serie geometrica di ragione la base di numerazione b:
{\displaystyle N=a_{0}b^{0}+a_{1}b^{1}+a_{2}b^{2}+\dots +a_{n-1}b^{n-1},}
dove gli {\displaystyle a_{i}}, con {\displaystyle 0\leq i<n}, rappresentano le n cifre presenti nella base b.
Se vogliamo che quindi un numero N sia rappresentato con 11, basta risolvere l'equazione: {\displaystyle N=1\cdot b^{0}+1\cdot b^{1}} da cui {\displaystyle b=N-1}, cioè:
{\displaystyle N=1+N-1=1+(N-1)^{1}.}
In base unaria, ad esempio, ogni numero sarebbe rappresentato da tanti 1 quanto il valore di N:
- 2 = 11
- 3 = 111
- 6 = 111111

Risulta quindi evidente come non bisogna confondere la rappresentazione del numero con il numero stesso, che invece è un oggetto matematico che può trovare, a seconda delle convenzioni, diverse rappresentazioni; ciò nonostante, quando anche la rappresentazione ha una sua giustificazione, come in questo caso, può essa stessa essere fonte di proprietà matematiche fondate, proprietà come quelle dei repunit per i quali però conviene ragionare in termini generali, senza prendere a riferimento una precisa base, come siamo soliti fare.
Partendo dal concetto che la notazione posizionale di fatto deriva da una serie geometrica, come nel caso dei repunit, ha tutte le cifre uguale 1, ai = 1, è possibile arrivare a questa formula:
{\displaystyle R_{n}^{(b)}={b^{n}-1 \over b-1}.}
Dove R sta per la rappresentazione in forma di repunit di un generico numero N in base B e con n cifre 1. ad esempio: 
{\displaystyle R_{3}^{(5)}={5^{3}-1 \over 5-1}=31}
significa che 31 espresso in base 5 è uguale a 111 cioè un repunit {\displaystyle R_{3}}.

### Proprietà
Prendendo in generale i repunit per ogni base è possibile stilarne le caratteristiche più salienti:
- Ogni numero può essere scritto almeno sotto forma di due repunit {\displaystyle \scriptstyle {R_{2}^{(N-1)}}} (11) e {\displaystyle \scriptstyle {R_{N}^{(1)}}}
- In una base pari i repunit sono soltanto numeri dispari; in base dispari i repunit sono numeri pari con n anch'esso pari, e numeri dispari ma con n a sua volta dispari. Questo significa che un numero pari può essere un repunit soltanto con base dispari e n pari.
- Siccome in ogni repunit la somma della cifre è uguale a n, si ha la congruenza {\displaystyle \scriptstyle {R_{n}^{(b)}\equiv n{\pmod {b-1}}}}.
quindi significa che può essere riscritto come {\displaystyle \scriptstyle {R_{n}^{(b)}=(b-1)k+n}} e ciò può essere usato per scoprire, se è possibile, in quale base un numero può essere un repunit di tipo Rn.
- Se a è multiplo di b allora anche Ra è multipli di Rb

In verità, i repunit in base 2 sono i rispettabili numeri di Mersenne Mn = 2n − 1. Il progetto Cunningham cerca di raccogliere le fattorializzazioni (fra l'altro) dei repunit in base 2, 3, 5, 6, 7, 10, 11 e 12.
I primi repunit sono un sottoinsieme dei primi permutabili, cioè primi che rimangono tali dopo qualunque permutazione delle loro cifre.

## Determinare N in forma repunit
È già stato dimostrato che ogni numero può essere espresso come repunit in base N-1, ma è anche vero che ci sono teoricamente molteplici possibilità di esprimere lo stesso numero in forma di repunit, ovviamente in basi diverse e con n diversi. Determinare però in quale base un numero è, se lo è, un repunit {\displaystyle R_{n}}, non è sempre agevole, benché con la formula generalizzata sia possibile, e questo perché richiede di risolvere una equazione di grado uguale a n; è possibile, però, sfruttare alcune delle proprietà per verificare almeno preventivamente se quel numero può essere un {\displaystyle R_{n}}.
Sappiamo infatti, per esempio, che se N è pari sarà repunit solo se anche n è pari, {\displaystyle R_{2i}}; che se N-n è primo allora non potrà essere un {\displaystyle R_{n}}.
Per trovare la base in cui quel numero potrebbe essere un repunit ci sono due modi (che non implicano direttamente un'equazione) ovvero cercarlo tra i possibili divisori di N-n, ricordando di aggiungere uno, oppure approssimando attraverso la formula generale, immaginando che per N grande giustamente anche b sarà grande nonostante n, e quindi stimando l'eventuale in base:
{\displaystyle b={\sqrt[{n-1}]{N}}}
Si prende la parte intere della radice; anzi questa approssimazione risponde sorprendentemente bene anche per n grande con b piccolo, e non peggiora al crescere di n o del eventuale base.
La stima ovviamente non dà la base in cui il numero N è certamente il repunit cercato, ma dà l'unica base in cui sarebbe possibile esprimerlo come {\displaystyle R_{n}}; occorre dunque verificare tale base attraverso la formula generalizzata, e se il riscontro è negativo significa che comunque il numero non può essere espresso in forma di repunit con quel determinato n, senza escludere con ciò la possibilità che ciò sia possibile in altre basi e ovviamente altri n

## Repunit primi
Storicamente, la definizione dei repunit è stata motivata dalla ricerca, all'interno della matematica ricreativa, dei fattori primi di tali numeri.
Si può facilmente dimostrare che se n è divisibile per a, allora Rn è divisibile per Ra. Ad esempio 9 è divisibile per 3, e R9 è divisibile per R3: 111111111 = 111·1001001. Ne consegue che condizione necessaria perché Rn sia primo è che n sia a sua volta un numero primo.
La sequenza dei repunit primi attualmente noti è A004022 dell'OEIS, mentre la più compatta sequenza delle loro lunghezze è la A004023 dell'OEIS. R86453 (scoperto nell'ottobre 2000 da Lew Baxter), R109297 (scoperto da Harvey Dubner e Paul Bourdelais nel marzo del 2007) e R270343 (scoperto nel luglio  2007 da Maksym Voznyy e Anton Budnyy) sono attualmente considerati primi probabili, ovvero hanno sino ad ora superato molteplici test di primalità pur mancando ancora una reale dimostrazione del fatto che siano effettivamente primi..  La primalità di R49081 (scoperto nel 1999 da Harvey Dubner) è stata dimostrata da Paul Underwood nel 2022
È stato congetturato che, benché estremamente rari, esistano infiniti numeri repunit primi.